# ميدلاند (أونتاريو)
ميدلاند، أونتاريو (بالإنجليزية: Midland)‏ هي مدينة كندية تقع في مقاطعة أونتاريو. تبلغ مساحة هذه المدينة 29.0894 (كم²)، ويبلغ عدد سكانها 16300 نسمة حسب إحصاء سنة 2006 م، بينما كان يسكنها 16214 نسمة في سنة 2001 م. تحتل هذه المدينة المرتبة رقم 235 بين مدن كندا حسب عدد السكان والمرتبة رقم 91 في المقاطعة. نما عدد السكان في هذه المدينة بنسبة (0.5) بين العامين المذكورين.

## أعلام
- مات ستيفنسون
- يان لويد
- راسيل هوارد
- سوزان سوان
- آدم ديكسون

## وصلات خارجية
- الأطلس الحكومي لكندا
- إحصاءات كندا مع ساعة تعداد السكان